# Conseil législatif du Québec
Pour les articles homonymes, voir Sénat.
1867 - 1968
Salle du Conseil législatif,
 Hôtel du Parlement
 Québec, Québec
Le Conseil législatif du Québec est la chambre haute du Parlement du Québec. Il a existé de 1867 à 1968 et ne fut jamais remplacé.

## Histoire
Le Québec, la Nouvelle-Écosse et le Nouveau-Brunswick se sont vus attribuer une chambre haute lors de la Confédération.
Dans le cas du Québec, il s'agissait principalement d'une concession aux anglophones protestants, qui craignaient de vivre sous un gouvernement majoritairement composé de francophones catholiques. Une chambre haute, avec le pouvoir de modifier ou rejeter les projets de loi, les protégerait contre une Assemblée législative dominée par la majorité.

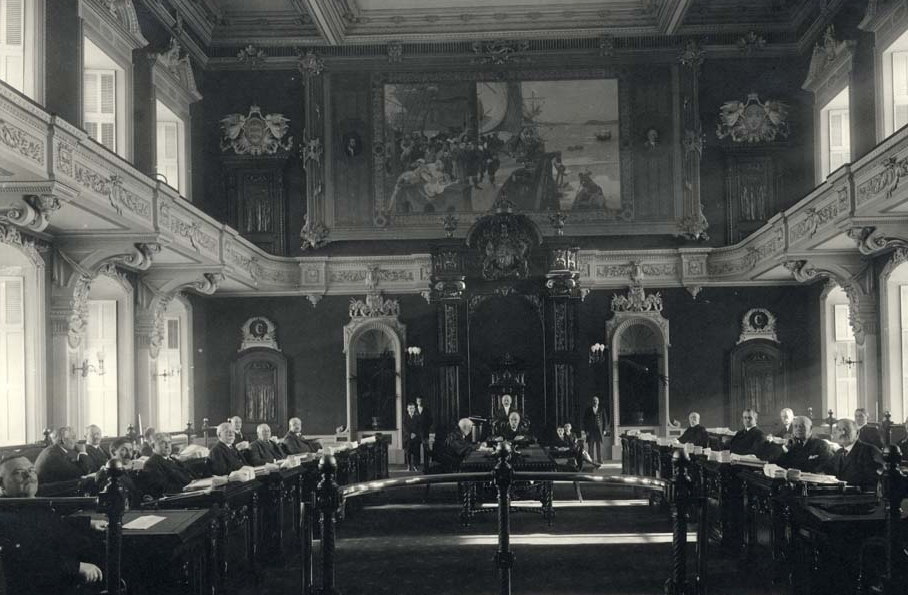
Session du Conseil législatif en 1924

Très tôt des hommes politiques ont voulu abolir le Conseil législatif dont ils ne voyaient pas la nécessité. L'Assemblée législative, sous le gouvernement de Félix-Gabriel Marchand, a même voté en 1900 une loi pour sa disparition, mais le Conseil refusa d'entériner sa propre abolition.
En 1964, après les ententes constitutionnelles fédérales-provinciales appelées Formule Fulton-Favreau, le premier ministre Jean Lesage, sachant que  le Conseil législatif n'entérinerait jamais ces accords, ne prit même pas la peine de présenter un projet de loi pour abolir le Conseil législatif.
Il se contenta de faire adopter une résolution par l'Assemblée législative demandant au Parlement du Royaume-Uni d'abolir par une loi impériale le Conseil législatif. Le Conseil répliqua de la même façon et expédia à Londres une résolution en sens contraire. Finalement, le gouvernement britannique répondit que le Québec avait le pouvoir de modifier sa propre constitution interne.
Lesage ne tenta même pas de faire ratifier la formule Fulton-Favreau mais fut toutefois défait lors des élections du 5 juin 1966.
En 1968 enfin, le gouvernement de Jean-Jacques Bertrand fait adopter la Loi concernant le Conseil législatif (projet de loi no 90) qui abolissait le Conseil législatif et qui donnait à l'Assemblée législative le nouveau nom d'Assemblée nationale. Le 12 décembre 1968, le Conseil législatif adopta lui-même le projet de loi 90, et ce, sans vote enregistré ou appel nominal. L'abolition du Conseil législatif prit effet le 31 décembre 1968.

## Composition
Le Conseil législatif était composé de 24 membres nommés par le lieutenant-gouverneur sur recommandation du premier ministre. Ceux-ci étaient nommés à vie, jusqu'en 1963, où la limite a été abaissée à 75 ans. Durant toute l'histoire du Conseil législatif, les premiers ministres ont toujours recommandé des personnes de la même allégeance partisane qu'eux.
Chaque conseiller législatif représentait une portion du territoire québécois appelée division. Les divisions avaient les mêmes frontières que les actuelles divisions sénatoriales du Canada au Québec. Les divisions du Conseil étaient les suivantes : 
- Alma
- Bedford
- Shawinigan
- De la Durantaye
- De la Vallière
- De Lanaudière
- De Lorimier
- De Salaberry
- Golfe
- Grandville
- Inkerman
- Kennebec
- La Salle
- Les Laurentides
- Lauzon
- Mille-Isles
- Montarville
- Repentigny
- Rigaud
- Rougemont
- Sorel
- Stadacona
- Victoria
- Wellington

Durant l'ensemble de son existence, 165 conseillers  ont siégé au Conseil législatif. De ce nombre, on peut compter trois anciens premiers ministres du Québec : Charles-Eugène Boucher de Boucherville, John Jones Ross et Lomer Gouin. Boucher de Boucherville et Ross étaient conseillers législatifs en même temps que leur mandat de premier ministre. Le record absolu de longévité au sein du Conseil législatif est détenu par le conservateur Thomas Chapais qui siégea pendant un peu plus de 53 ans. 

## Pouvoirs
En théorie, le Conseil législatif avait le pouvoir de présenter des lois (sauf à caractère financier) et d'adopter, de modifier, de reporter ou de rejeter les lois votées par l'Assemblée législative mais était cependant incapable de renverser le gouvernement, cette prérogative étant du seul ressort de l'Assemblée élue. Son rôle jusqu'aux années 1900 était fort important, le Conseil rejetant souvent le budget adopté par l'assemblée. Son rôle devint par la suite plus effacé puisque les majorités au Conseil concordaient avec celles de l'Assemblée.
Il faut attendre 1964 et les débats entourant la Loi sur la capacité juridique de la femme mariée pour voir le Conseil accomplir un travail législatif remarquable. En pratique, cependant, son manque de légitimité par rapport à une Assemblée législative élue lui a fait jouer souvent le rôle d'une assemblée consultative.
Les membres du Conseil pouvaient être appelés à agir à titre de ministre au sein du Conseil des ministres. Il arriva même, à deux reprises, que le premier ministre provienne du Conseil législatif. Le leader du gouvernement au Conseil était généralement membre du Conseil des ministres.

## Orateur
Selon l'article 77 de la Loi constitutionnelle de 1867, c'est au lieutenant-gouverneur (sur avis du premier ministre) qu'était attribué le pouvoir de nommer et de révoquer l'orateur du Conseil législatif.
Selon l'article 63 de la Loi constitutionnelle de 1867, l'orateur du Conseil législatif devait faire partie du Conseil exécutif (gouvernement) du Québec. Cette disposition fut abrogée par le Parlement du Québec en 1882. Par la suite, le leader du gouvernement au Conseil législatif fut généralement nommé au Conseil des ministres.

### Liste des orateurs
| Portrait | Nom                                    | Nomination        | Fin               | Allégeance      |
| -------- | -------------------------------------- | ----------------- | ----------------- | --------------- |
|          | Charles-Eugène Boucher de Boucherville | 15 juillet 1867   | 27 février 1873   | Conservateur    |
|          | John Jones Ross                        | 27 février 1873   | 22 septembre 1874 | Conservateur    |
|          | Félix-Hyacinthe Lemaire                | 22 septembre 1874 | 27 janvier 1876   | Conservateur    |
|          | John Jones Ross                        | 22 janvier 1876   | 8 mars 1878       | Conservateur    |
|          | Henry Starnes                          | 8 mars 1878       | 31 octobre 1879   | Libéral         |
|          | John Jones Ross                        | 31 octobre 1879   | 4 mars 1882       | Conservateur    |
|          | Pierre Boucher de La Bruère            | 4 mars 1882       | 23 avril 1889     | Conservateur    |
|          | Henry Starnes                          | 23 avril 1889     | 17 mars 1892      | Libéral         |
|          | Pierre Boucher de La Bruère            | 17 mars 1892      | 5 avril 1895      | Conservateur    |
|          | Thomas Chapais                         | 5 avril 1895      | 12 janvier 1897   | Conservateur    |
|          | Vildebon-Winceslas Larue               | 12 janvier 1897   | 17 juin 1897      | Conservateur    |
|          | Horace Archambeault                    | 17 juin 1897      | 15 septembre 1908 | Libéral         |
|          | Adélard Turgeon                        | 2 février 1909    | 14 novembre 1930  | Libéral         |
|          | Jacob Nicol                            | 25 novembre 1930  | 25 juillet 1934   | Libéral         |
|          | Hector Laferté                         | 27 juillet 1934   | 2 octobre 1936    | Libéral         |
|          | Alphonse Raymond                       | 2 octobre 1936    | 17 janvier 1940   | Union nationale |
|          | Hector Laferté                         | 17 janvier 1940   | 31 décembre 1944  | Libéral         |
|          | Alphonse Raymond                       | 31 décembre 1944  | 1er février 1950  | Union nationale |
|          | Jean-Louis Baribeau                    | 1er février 1950  | 6 juillet 1960    | Union nationale |
|          | Hector Laferté                         | 6 juillet 1960    | 23 juin 1966      | Libéral         |
|          | Jean-Louis Baribeau                    | 23 juin 1966      | 31 décembre 1968  | Union nationale |